# Série de championnat de la Ligue nationale de baseball 1989
La Série de championnat de la Ligue nationale de baseball 1989 était la série finale de la Ligue nationale de baseball, dont l'issue a déterminé le représentant de cette ligue à la Série mondiale 1989, la grande finale des Ligues majeures.
Cette série quatre de sept a débuté le mercredi 4 octobre 1989 et s'est terminée le lundi 9 octobre par une victoire des Giants de San Francisco, quatre parties à une, sur les Cubs de Chicago. 

## Déroulement de la série

### Calendrier des rencontres
| Match | Date      | Visiteur                | Hôte                    | Score  |
| ----- | --------- | ----------------------- | ----------------------- | ------ |
| 1     | 4 octobre | Giants de San Francisco | Cubs de Chicago         | 11 - 3 |
| 2     | 5 octobre | Giants de San Francisco | Cubs de Chicago         | 5 - 9  |
| 3     | 7 octobre | Cubs de Chicago         | Giants de San Francisco | 4 - 5  |
| 4     | 8 octobre | Cubs de Chicago         | Giants de San Francisco | 4 - 6  |
| 5     | 9 octobre | Cubs de Chicago         | Giants de San Francisco | 2 - 3  |

### Match 1
Mercredi 4 octobre 1989 au Wrigley Field, Chicago, Illinois.
| Giants de San Francisco | 3 | 0 | 1 | 4 | 0 | 0 | 0 | 3 | 0 | 11 | 13 | 0 |
| Cubs de Chicago | 2 | 0 | 1 | 0 | 0 | 0 | 0 | 0 | 0 | 3  | 10 | 1 |
| Lanceurs partants : SF : Scott Garrelts CHI : Greg Maddux Vic. : Scott Garrelts (1-0) Déf. : Greg Maddux (0-1) HRs : SF : Will Clark (1, 2), Kevin Mitchell (1) CHI : Mark Grace (1), Ryne Sandberg (1) |   |   |   |   |   |   |   |   |   |    |    |   |

### Match 2
Jeudi 5 octobre 1989 au Wrigley Field, Chicago, Illinois.
| Giants de San Francisco | 0 | 0 | 0 | 2 | 0 | 0 | 0 | 2 | 1 | 5 | 10 | 0 |
| Cubs de Chicago | 6 | 0 | 0 | 0 | 0 | 3 | 0 | 0 | X | 9 | 11 | 0 |
| Lanceurs partants : SF : Rick Reuschel CHI : Mike Bielecki Vic. : Les Lancaster (1-0) Déf. : Rick Reuschel (0-1) HRs : SF : Kevin Mitchell (2), Matt Williams (1), Robby Thompson (1) |   |   |   |   |   |   |   |   |   |   |    |   |

### Match 3
Samedi 7 octobre 1989 au Candlestick Park, San Francisco, Californie.
| Cubs de Chicago | 2 | 0 | 0 | 1 | 0 | 0 | 1 | 0 | 0 | 4 | 10 | 0 |
| Giants de San Francisco | 3 | 0 | 0 | 0 | 0 | 0 | 2 | 2 | X | 5 | 8  | 3 |
| Lanceurs partants : CHI : Rick Sutcliffe SF : Mike LaCoss Vic. : Don Robinson (1-0) Déf. : Les Lancaster (0-1) Sauv. : Steve Bedrosian (1) HRs: SF : Robby Thompson (2) |   |   |   |   |   |   |   |   |   |   |    |   |

### Match 4
Dimanche 8 octobre 1989 au Candlestick Park, San Francisco, Californie.
| Cubs de Chicago | 1 | 1 | 0 | 0 | 2 | 0 | 0 | 0 | 0 | 4 | 12 | 1 |
| Giants de San Francisco | 1 | 0 | 2 | 1 | 2 | 0 | 0 | 0 | X | 6 | 9  | 1 |
| Lanceurs partants : CHI : Greg Maddux SF : Scott Garrelts Vic. : Kelly Downs (1-0) Déf. : Steve Wilson (0-1) Sauv. : Steve Bedrosian (2) HRs : CHI : Luis Salazar (1) SF : Matt Williams (2) |   |   |   |   |   |   |   |   |   |   |    |   |

### Match 5
Lundi 9 octobre 1989 au Candlestick Park, San Francisco, Californie.
| Cubs de Chicago | 0 | 0 | 1 | 0 | 0 | 0 | 0 | 0 | 1 | 2 | 10 | 1 |
| Giants de San Francisco | 0 | 0 | 0 | 0 | 0 | 0 | 1 | 2 | X | 3 | 4  | 1 |
| Lanceurs partants : CHI : Mike Bielecki SF : Rick Reuschel Vic. : Rick Reuschel (1-1) Déf. : Mike Bielecki (0-1) Sauv. : Steve Bedrosian (3) |   |   |   |   |   |   |   |   |   |   |    |   |

## Joueur par excellence
Will Clark, le joueur de premier but des Giants de San Francisco, frappa 13 coups sûrs en seulement 20 présences à la plaque durant cette série, pour une spectaculaire moyenne au bâton de ,650. Il cogna deux circuits et produisit huit points. Clark fut nommé joueur par excellence de la Série de championnat de la Ligue nationale 1989.